# Asclepiadinae
Asclepiadinae es una subtribu de plantas de la familia Apocynaceae (orden Gentianales).  Esta subtribu tiene los siguientes géneros.

## Géneros
| - Aidomene - Asclepias - Aspidoglossum - Aspidonepsis - Calotropis - Cordylogyne - Fanninia - Glossostelma | - Gomphocarpus - Kanahia - Lagarinthus - Margaretta - Miraglossum - Odontostelma - Pachycarpus - Parapodium | - Pergularia - Periglossum - Schizoglossum - Stathmostelma - Stenostelma - Trachycalymma - Woodia - Xysmalobium |